# Marsan
Marsan es una comuna francesa situada en el departamento de Gers, en la región de Occitania.

## Demografía
| 383 | 301 | 307 | 330 | 420 | 430 | 483 |
| Para los censos de 1962 a 1999 la población legal corresponde a la población sin duplicidades (Fuente: INSEE [Consultar]) |     |     |     |     |     |     |